# Ninetta-Quadrille
Die  Ninetta-Quadrille ist eine Quadrille von Johann Strauss Sohn (op. 446). Sie wurde am 19. Februar 1893 im Konzertsaal des Wiener Musikvereins erstmals aufgeführt. 

## Einzelnachweis
1. ↑  Quelle: Englische Version des Booklets (Seite 106) in der 52 CDs umfassenden Gesamtausgabe der Orchesterwerke von Johann Strauß (Sohn), Hrsg. Naxos (Label). Das Werk ist als achter Titel auf der 40. CD zu hören.